# Abhidhamma Piṭaka
L'Abhidhamma Piṭaka (pāli; sanscrito: Abhidharma Piṭaka;  "Canestro della dottrina ulteriore"), è una delle tre sezioni del Tripiṭaka ("tre canestri") o, più semplicemente, del canone buddista. Nel corso dei secoli sono pervenute due raccolte canoniche complete dell'Abhidharma: quella in lingua pāli del canone pāli, relativa al theravāda, e quella del sarvāstivada, noti anche come vaibhāŝika, quest'ultima sopravvissuta grazie alla traduzione nel canone buddista cinese. Questa opera è sempre stata oggetto di una grande attenzione e di un rispetto reverenziale; per esempio ai novizi era vietato interrompere i monaci anziani quando erano impegnati a ragionare sui contenuti abhidharmici. La deferenza nei riguardi dell'Abhidharma era profonda ed ampia all'interno della comunità buddista, tanto che lo stesso Kumārajīva (344-413), noto per la traduzione in cinese di circa settantadue testi buddisti, considerava l'Abhidharma il punto d'inizio e la base per la diffusione del pensiero buddista in Cina.
Nell'ambito del buddismo, conoscere approfonditamente l'Abhidharma significa conoscere la realtà non convenzionale del mondo fenomenico e permettere così di fare propri i concetti cardine che si presentano continuamente nei sutta. Se il buddismo è “guardare le cose così come sono”, l'Abhidharma enuclea i costituenti ultimi della realtà, li descrive e ne delucida le relazioni che tra essi intercorrono.
L'abhidharma è considerabile un'espansione filosofica o metafisica del corpus dottrinario buddista.

## Origini dell'Abhidharma
La tradizione theravāda assegna la compilazione dell'Abhidhamma al Buddha stesso, con la sola eccezione di uno dei sette libri, il Kathāvatthu, attribuito a Moggaliputtatissa. Tale attribuzione è però forzata perché il testo contiene resoconti di dispute dottrinali verificatesi in un periodo posteriore alla morte di Buddha.
Inoltre non si fa mai menzione della raccolta dell'Abhidhamma nelle altre due raccolte del Tipiṭaka, in particolare non compare quale una delle nove ripartizioni degli insegnamenti del Buddha (navāṅgā) elencate in Aṅguttara Nikāya II, 103. In Vinaya II, 285 compare un resoconto del primo concilio di Rājagaha. Qui è descritta la recitazione delle regole monastiche (il Vinaya) e dei discorsi (i Sutta), ma non dell'Abhidhamma. La sua inclusione nel corpus canonico sarebbe quindi da attribuire non alla sua presunta e leggendaria recitazione da parte del Buddha, ma alla volontà di gruppi di monaci che fecero opera di persuasione presso gli anziani di altre scuole, reticenti ad acconsentire alle loro richieste, fino ad ottenere il loro assenso.
L'Abhidharma Sarvāstivāda riconosce la partecipazione, oltre che quella del Buddha, di vari anziani appartenenti alla scuola stessa – anche se questi per la tradizione furono dei compilatori che incentrarono le loro ricerche sul canone a loro preesistente. Un'altra scuola, quella dei sautrāntrika (nome derivante dalla parola sūtra: «coloro che seguono i sūtra»), pur riconoscendo il valore dell'Abhidhamma e accettandolo in parte, non riconobbe la paternità dei principi presenti nell'opera al Buddha medesimo. L'Abhidharma con tutta probabilità è postumo rispetto alle altre due sezioni del Tripitaka. Il processo della sua sistematizzazione sarebbe partito dall'esigenza di elencare, per un eventuale studio mnemonico, le parti essenziali degli insegnamenti racchiusi nei Sūtra. Andrebbe così concepito come una specie di elenco, o breviario, nel quale era racchiusa l'essenza dell'insegnamento del Buddha.
Col tempo questo elenco mnemonico, tramandato in un primo momento oralmente, assume sempre più l'aspetto di uno studio approfondito di natura filologica e cognitiva di quel che avviene nella realtà delle cose in una precipua circostanza fisica e, soprattutto, psicologica. Ciononostante, l'Abhidhamma non costituisce una trattazione filosofica sistematica della dottrina buddista. Questo fa sì che l'Abhidhamma, con la sua osservazione dei fattori fisici e mentali, diventi uno strumento importante per la meditazione di visione profonda. Si viene a palesare, secondo la filosofia buddista, una differenziazione tra la realtà per come ci appare e la vera realtà che sfugge alla nostra erronea e fuorviante attività sensoriale. Il linguaggio e i contenuti dell'Abhidhamma sono complessi e difficili da comprendere, non solo per la minuziosa e capillare analisi riduttiva per mezzo della quale processi e forme sono, appunto, ridotti ai fattori costituenti, ma anche per il messaggio, più che esplicito, che rivolge al lettore.

## Metodologia
L'abhidharma, nel portare avanti la disamina dei fenomeni, predilige il metodo induttivo, che osserva e analizza l'esperienza fenomenica per forgiare la conoscenza, al metodo deduttivo, che dall'astrattezza di un'idea cerca corrispondenza nell'esperienza e nei fatti. Per quanto concerne il metodo analitico e il metodo relazionale, non disdegna né l'uno né l'altro. Il metodo analitico, che prevede la divisione di un fenomeno dal suo contesto a fini conoscitivi, è d'aiuto anche per allentare l'attaccamento, o la brama, verso processi o cose, specialmente quelli nocivi. Il fine ultimo dell'applicazione del metodo analitico è di dimostrare che alla fine tutto si riduce a porzioni di un processo di esperienza che si presenta nei due volti della stessa medaglia: stati di coscienza (il mondo interno) e dhamma, atomi o quanti (il mondo esterno). L'analisi abhidharmica, giunta al completamento della sua indagine, rivela il processo esperienziale come l'unica e ultima verità. Tuttavia il pensiero buddista ha sempre caldeggiato l'idea di non perdere il quadro dell'insieme e di non attaccarsi neanche ai dati emersi dall'estrema indagine analitica dei fenomeni dell'esperienza. La cifra del buddismo è la comprensione di una realtà relazionale. L'Abhidharma, dunque, affianca all'assolutismo del metodo analitico, relativizzando, il metodo relazionale che dimostra come le parti appena rivelate dalla scomposizione del metodo analitico non hanno esistenza intrinseca, ma esistono piuttosto perché appartengono ad un insieme, o meglio, perché il loro significato si espleta nel rapporto che tra esse intercorre. Tutto ciò è visibile e riscontrabile in special modo nel Dhammasangaṇī, il primo libro del corpus abhidhammico theravada, che classifica i fattori della realtà fenomenica e il Paṭṭhāna in cui sono analizzate le relazioni causali dei diversi fattori. Analisi e sintesi sono due approcci che indagano la stessa cosa, l'unica cosa oggettivamente esistente: l'esperienza.

## Contenuti
Questa raccolta mina il concetto di realtà fenomenica, intaccando frontalmente anche l'idea che gli esseri umani hanno di se stessi. Quel che sembra di essere, di fatto non si è: quel che appare ai propri sensi come un'entità fissa, in realtà è un processo; questa formula è applicabile anche al concetto che si ha del proprio Sé. Ciò che manca nell'Abhidharma è la spiegazione, o meglio, la scomposizione di quel che avviene nelle narrazioni dei discorsi del Buddha, di ciò che rappresenta quel che sembra, ma non è.
La tradizione vuole il Buddha come un abile scrutatore della psiche umana, capace di distinguere le possibilità di comprensione del suo interlocutore. Da qui il Buddha Śakyamuni avrebbe divulgato il suo insegnamento in un linguaggio più accessibile e convenzionale, quello dei sūtra, e uno non convenzionale e più attinente alla realtà incarnata nel corpus abhidharmico - per quanto le parole, il linguaggio, possano tradurre integralmente concetti in forme di suono e di scrittura.
Questo portò la speculazione filosofica abhidharmica a distinguere tra realtà, o verità, convenzionale (saṃvṛtisatya, sammutisacca) e realtà ultima, cioè così come le cose sono (paramārthasatya, sans., paramatthasacca, pāli).
Quel che i filosofi buddisti sostengono è che ciò che l'uomo ritiene di percepire è solo una parte della realtà: la realtà che si riesce a percepire, considerata la scarsa porzione che se ne riesce a scorgere, non è la realtà più profonda, perché è un'informazione eccessivamente parziale, una realtà oltremodo soggettivizzata dall'esperienza, dall'emotività e dalle abilità cognitive personali. La Verità sembrerebbe essere nascosta, dunque, dalle capacità percettive e analitiche umane, che i buddisti definiscono realtà convenzionale. Allora le cose del mondo, e nel mondo, non sono entità fisse, ma processi mutevoli e che esistono esclusivamente in una relazione di causa ed effetto.
Anche l'Io, o, in forma più estesa, quel che si intende con il termine persona, è un processo cangiante che influenza e a sua volta è influenzato. Il corpo e la mente umani sono composti da diversi elementi costitutivi e dai corrispondenti effetti di mutua influenza. Tutti i fenomeni dell'universo dipendono, per esistere, dalla loro reciproca interazione: sono, cioè, interdipendenti. Così la sedia che è composta da più parti, dipende dal legno, da un albero, dalla terra dove fu piantato l'albero, dalla pioggia e dal sole, ma anche da un uomo che ha progettato e costruito questa sedia e dalla sua comprensione del suo uso e funzione. Così anche quello di cui è costituito il corpo umano sono parti interdipendenti tra loro e interdipendenti con cause esterne (cibo, ossigeno e così via).
In un periodo che ha inizio con l'insegnamento del Buddha l'individuo era ritenuto scomponibile in cinque aggregati: skanda, sans., khanda, pāli. In seguito, anche attraverso il percorso di ricerca che portò alla compilazione dell'Abhidhamma, i cinque aggregati psicofisici furono ulteriormente suddivisi in altre sottounità, gli elementi di base: i dhamma. L'Abhidhamma dei theravāda riconosce ottantadue classi di dhamma, solo uno dei quali è incondizionato (asamskṛta/asaṃkhata): il nibbāna. Tutti gli altri sono condizionati (samskṛta, sans., saṃkhata, pāli), il che vuol dire che questi ottantuno dhamma esistono grazie a determinate condizioni e quindi, per essere, sono condizionati da altri fattori. Solo il nibbāna non è condizionato e non è scomponibile in altri fattori e non dipende da altri fattori. I dhamma hanno, ognuno singolarmente, peculiarità distinguibili.

### I dharma/dhamma
I dharma, sans., dharma, pāli, condizionati si dividono in tre categorie: la coscienza (citta = vijñāna, sans., vijnana, pāli), formata da un solo dharma; le associazioni mentali (caitasika, sans., cetasika, pāli) composte da ben cinquantadue dharma – venticinque salutari, quattordici non salutari e tredici moralmente neutre e sette di queste tredici sono comuni a tutte le "occasioni" mentali: contatto, sensazione e percezione. La materia o forma fisica (rūpa) conta ventotto dharma. Se l'Abhidharma è uno strumento utile alla pratica buddista, tuttavia quest'opera tra i suoi scopi ha quello di elencare e studiare gli aspetti dell'essere, ovvero ha un valore ontologico.
La critica recente afferma che l'Abhidhamma Theravāda presenta uno studio dell'essere dei fenomeni e dei processi, ma non delle sostanze. La questione di indagare ulteriormente i dhamma come entità e sostanza rimane abbastanza aperta, e questo è uno dei campi di scontro, o confronto, con i sostenitori dell'Abhidharma Sarvāstivāda, che ha molte differenze con quello in pāli. Esso enumera settantacinque dharma e l'incondizionato dharma del nibbāna è in compagnia di altri due dharma incondizionati; inoltre non tutti i settantacinque trovano corrispondenza con l'elenco dei dhamma dei therāvada, il che significa che l'Abhidhamma dei sarvāstivada presenta differenze, anche rilevanti, sul piano ontologico.
I sarvāstivadin vedevano negli elementi ultimi della realtà, i dharma, entità forniti di esistenza propria (svabhāva) e non dipendono, non da altre cause, ma hanno a che fare con quello che Paul Williams chiama una reificazione concettuale. Ad esempio: il termine “città” è usato per descrivere non una singola unità fenomenica, ma un insieme di singole unità (costruzioni, strade, abitazioni, cittadini, ecc) che, per esemplificazione concettuale, sono raggruppate in un'unica parola portatrice di un valore semantico che esprime l'insieme. Dal punto di vista oggettivo, dunque, un insieme può anche essere considerato una “singola cosa” – specialmente quando l'insieme si caratterizza di aspetti che trascendono le parti, assumendo così un nuovo valore diverso o aggiunto a quello delle parti componenti. – nondimeno è inconcepibile un approccio che non tenga anche conto delle singole unità che realizzano l'insieme. Quindi, come suggerisce Paul Williams, i dhamma per questa scuola buddista non sono causalmente dipendenti, nel senso che non traggono origine da una reificazione concettuale come quella dell'esempio del termine per “città”.
Anche per i sarvāstivāda i dharma sono in relazione di causa ed effetto tra di loro: il dharma salutare risente del dharma non salutare, la brama è contrastata dalla non brama e viceversa. Questo implica che i dharma, o i fenomeni, in sé non sono, ma vengono ad essere in relazione. Si dice che né esistono né non esistono, quindi non sono buoni come non sono cattivi. Ciò non significa che il mondo e la materia non esistono, descrive semplicemente il loro carattere relativo. Per l'Abhidharma e per i pensatori buddisti la manifestazione reale delle cose è originata da dharma condizionati reciprocamente – nei testi troviamo il termine saṃsarga, termine molto appropriato per rendere l'idea dello stato delle cose dei dharma. Saṃsarga è un sostantivo composto, ma si trova nei dizionari di lingua sanscrita anche come un unico lemma, tradotto con «mescolanza, associazione». Nel caso dei dharma, tradurlo in modo che i due elementi originari della parola siano palesi, dà come risultato il composto: “co-emissione”. La realtà fenomenica, quindi, è il risultato di questa co-emissione di dharma e questi dharma hanno le seguenti proprietà: nascono, continuano il processo di esistenza e cessano al compimento di questo processo, e in ognuna delle suddette fasi influenzano e sono influenzati dagli altri dharma. Per la filosofia buddista tutto nasce e muore, ma il nascere e morire non sono altro che fasi di un processo relazionato ad altri infiniti processi; tutto è condizionato e quel che è condizionato è sofferenza.

### Libri
Di seguito sono descritti i sette libri che compongono l'Abhidhamma in lingua pali:
1. La Dhammasaṅgaṇī è il primo libro, che gli studiosi buddisti considerano la sorgente dell'intero sistema dell'Abhidhamma[9]. Il titolo è traducibile come “Enumerazione dei fenomeni”. Questa prima sezione si presenta come un catalogo esauriente dei costituenti ultimi dell'esistenza, non a caso si apre con la mātikā, una scheda con il programma delle categorie che serve da struttura per l'Abhidhamma, e si divide in quattro capitoli. Il primo, “Stati della coscienza” costituisce circa la metà del libro e presenta una prima analisi che divide i suddetti stati di coscienze nella presente triade: sano, malsano e indeterminato. L'analisi prosegue e si fa sempre più approfondita, ed enumera centoventuno tipi di coscienze classificate in base alla loro qualità etica. Ogni tipo di coscienza a sua volta è suddiviso nei relativi fattori mentali coesistenti, che sono definiti individualmente in maniera esauriente. Il secondo capitolo, “Sulla materia”, porta avanti l'investigazione di ciò che è moralmente indeterminato, enumerando e ordinando i differenti tipi di fenomeni materiali. Il terzo capitolo, chiamato “Sommario”, offre spiegazioni concise di tutti i termini presenti nell'Abhidhamma e nel Suttanta, la sezione dei sūtra. Il primo libro termina con un riepilogo, “sinossi”, che spiega succintamente solamente l'Abhidhamma[9].
2. Il Vibhaṅga ,“il libro di analisi”, è composto di diciotto capitoli, ogni dei quali si presenta come un'esposizione indipendente. Il Vibhaṅga si occupa nelle diverse sezioni di: aggregati, basi (o 'sfere') sensoriali, elementi, verità, facoltà, originazione dipendente, fondamenti della presenza mentale, sforzi supremi, mezzi per la realizzazione, fattori del risveglio, il nobile ottuplice sentiero, i jhāna, regole d'addestramento, generi di conoscenza, un registro numerico dei contaminazioni o inquinanti, il dhammahadaya - “il cuore della dottrina” – che è una topografia psicocosmica dell'universo buddista[9].
3. Il Dhatūkathā, “il discorso sugli elementi”, è scritto in una forma didattica. Esamina tutti i fenomeni che hanno a che fare con gli aggregati, i sensi di base e gli elementi di base[9].
4. La Puggalapaññatti, “Concetti sugli individui” (il termine puggala si traduce anche con "persona"), è considerato generalmente come il più antico dei libri dell'Abhidhamma[9]. Tratta il tema del puggala, la persona. Il libro si apre con un indice e segue il metodo dell'Aṅguttara Nikāya, quindi studia l'essere umano sotto un termine, poi sotto due e così fino a dieci. Varie parti si ritrovano, quasi per intero, nelle sezioni corrispondenti dell'Aṅguttara Nikāya. Inoltre inizia con elenco completo dei tipi di concetti e questo suggerisce che probabilmente è stato redatto per supplire alle realtà concettuali escluse dagli altri libri dell'Abhidhamma.
5. Il Kathāvatthu “I punti della controversia”, è un trattato, dal tono polemico, attribuito a Moggaliputta Tissa[9]. Compilato durante il regno dell'imperatore Aśoka, 218 anni dopo il Parinibbāna del Buddha, esprime la volontà di contestare le opinioni eterodosse delle scuole buddiste non appartenenti ai theravādin che riconoscevano solo gli insegnamenti presenti nei sūtra. I theravāda difesero la legittimità di questo libro, suggerendo – con una tesi ardita – che in realtà Moggaliputta Tissa compilò solamente seguendo le intenzioni e le volontà del Buddha stesso[2].
6. Il Yamaka, “Il libro degli accoppiamenti”, è stato compilato con il fine di dissolvere probabili ambiguità, definendo con la massima precisione i termini tecnici compresi nell'Abhidhamma[9]. È così chiamato perché nelle sue pagine è utilizzato il gruppo duale di una domanda con la relativa formulazione opposta.
7. Il Paṭṭhāna “il libro dei rapporti condizionali” è considerato il lavoro più importante del Abhidhamma, tant'è che la tradizione gli ha conferito l'epiteto di “grande trattato” (mahāpakaraṇa)[9]. È un'opera imponente per dimensione e accuratezza, il cui scopo è applicare lo schema delle ventiquattro relazioni condizionate a tutti i fenomeni presenti nella tabella dell'Abhidhamma. Quindi è strettamente connesso con i principali fenomeni dell'esistenza sia fisici che mentali: l'io, la persona, il mondo. La parte principale del lavoro ha quattro grandi divisioni: origini secondo il metodo positivo, secondo il metodo negativo, secondo il metodo positivo-negativo e secondo il metodo negativo-positivo. Ciascuno di questi a sua volta ha sei suddivisioni: origini delle triadi, degli elementi bivalenti, degli elementi bivalenti e delle triadi uniti, delle triadi e degli elementi bivalenti uniti, delle triadi e delle triadi unite e degli elementi bivalenti e degli elementi bivalenti uniti. Anche se presenta una dettagliata delucidazione del paṭiccasamuppāda, non ricalca la classica suddivisione nei dodici anelli, elencando ventiquattro paccaya o modi dell'essere condizionabili.

## Abhidarma e psicologia
Il buddismo può essere considerato un metodo conoscitivo empirico perché si sofferma sull'analisi della mente, dei fenomeni e delle loro cause ed effetti piuttosto che sulla riflessione sulle categorie assolute del pensiero o dell'essere. Per quanto il suo accostamento alla psicologia o alla psicoterapia sia entro certi limiti giustificabile, è comunque lo stesso da ritenersi il buddismo una disciplina nettamente separata da queste scienze, non condividendo con queste, per lo meno nel loro sviluppo più moderno, né le premesse di base, né i metodi di fondo, soprattutto quelli terapeutici. Basti elencare l'eredità karmica per individuare una dissimiglianza degna di nota tra il buddismo e la psicologia.
La psicoanalisi e la psicoterapia, non teorica, ma pratica lavorano sull'emersione dei vissuti arcaici, le impronte mnesiche (Samskara), esattamente come il buddismo. La differenza sostanziale è che i semi causali non possono essere bruciati senza la Visione Profonda (Vipaśyanā). Dopo l'emersione di un contenuto, nella moderna psicologia, viene proposta una sorta di razionalizzazione dell'evento e non la contemplazione attiva della mente. Un importante psicologo, agnostico, alla domanda "Che cosa si intende nella moderna psicologia per individuo sano?" ha risposto «una persona in cui c'è equilibrio tra vuoto e pieno», e questo è decisamente buddista. 
Secondo Byung-Chul Han, la negatività del non-fare (nicht-zu) è anche un tratto essenziale della contemplazione. Nella meditazione zen, per esempio, si tenta di raggiungere la pura negatività del non-fare, ossia il vuoto liberandosi da qualcosa che incombe, che si impone. Si tratta di una pratica estremamente attiva, tutt'altro che passiva, È un esercizio volto a raggiungere una posizione di sovranità dentro il sé, a collocarsi al centro di sé. Se disponessimo soltanto della potenza positiva, invece, saremmo consegnati del tutto passivamente all'oggetto. L'iperattività è paradossalmente, una forma estremamente passiva del fare, che non ammette più alcun agire libero. Si fonda su un'assolutizzazione unilaterale della potenza positiva.